# Eloi Sala i Vila
Eloi Sala i Vila (Girona, 1977). Actualment viu a Anglès. És un escriptor, pintor i il·lustrador català. Va estudiar Belles Arts a Olot i, es va especialitzar en disseny gràfic.
És pintor i ha fet diverses diverses exposicions de quadres a sales municipals de la província de Girona. Els seus quadres solen estar fets a l'oli sobre tela o fusta, però també utilitza aquarel·la o el pastel per als quadres de figura.
Amb la seva primera novel·la "Viatge a contrallum", va guanyar el XVII Premi de Novel·la Ciutat d'Alzira 2005. L'any 2009 va guanyar el Premi Solstici de Taradell pel conte curt "Arròs per a un funeral". És també autor de diversos relats. Juntament amb el seu germà, el també autor de literatura infantil i juvenil Carles Sala i Vila, han escrit les aventures dels Fanculers, petits éssers que viuen al Camp Nou.

## Obra literària
- Viatge a contrallum (Bromera, 2006).[9] Premi de novel·la Ciutat Alzira.
- Arròs per a un funeral [no publicat en paper][10]. (2009) Premi literari Solstici de Taradell. Conte curt.
- El rei Rodolí (Barcanova, 2011).[11] Il·lustrador. Autor del text: Carles Sala i Vila.
- Col·lecció Fanculers (coautor amb Carles Sala i Vila) (La Galera, 2015):
  - Fanculers 1. La Fàbrica de nata[12][13]
  - Fanculers 2. La princesa Menjanata[14]
  - Fanculers 3. La Pilota boja[15]
  - Fanculers 4. Els espaguetis perduts[16]
- La bruixa que volava en una barra de pa (Barcanova, 2021)

## Premis
- Premi de Novel·la Ciutat d'Alzira 2005, per Viatge a contrallum.[9]
- Premi Literari Solstici Taradell 2009, de la categoria C de Prosa, per Arròs per a un funeral.[1]